# Eungbong-dong
Eungbong-dong (koreanska: 응봉동) är en stadsdel i stadsdistriktet Seongdong-gu i Sydkoreas huvudstad Seoul.